# Зацише (гміна Заблудів)
Зацише (пол. Zacisze) — село в Польщі, у гміні Заблудів Білостоцького повіту Підляського воєводства.
Населення — 41 особа (2011).
У 1975-1998 роках село належало до Білостоцького воєводства.

## Демографія
Демографічна структура станом на 31 березня 2011 року:
|          | Загалом | Допрацездатний вік | Працездатний вік | Постпрацездатний вік |
| -------- | ------- | ------------------ | ---------------- | -------------------- |
| Чоловіки | 20      | 3                  | 12               | 5                    |
| Жінки    | 21      | 5                  | 13               | 3                    |
| Разом    | 41      | 8                  | 25               | 8                    |